# Mimeusemia lombokensis
Mimeusemia lombokensis är en fjärilsart som beskrevs av Rothschild 1897. Mimeusemia lombokensis ingår i släktet Mimeusemia och familjen nattflyn. Inga underarter finns listade i Catalogue of Life.